# Glyphuroplata anisostenoides
Glyphuroplata anisostenoides es una especie de insecto coleóptero de la familia Chrysomelidae.
Fue descrita científicamente en 1985 por Riley.

## Distribución
Están distribuidos en el centro-sur y centro de Estados Unidos (Texas, Luisiana, Misuri, Oklahoma), también en México.